# Fernand Lorphèvre
Fernand Lorphèvre (Ixelles, novembre 1895 – ...) è stato un calciatore belga, di ruolo centrocampista.

## Carriera

### Club
Tra il 1924 e il 1925 ha giocato per il Royal White Star Bruxelles di Woluwe-Saint-Lambert.

### Nazionale
Nel 1924 è stato convocato dalla nazionale belga per partecipare alle Olimpiadi del 1924, nelle quali però non ha disputato nessuna partita.